# Etoko
Etoko (ou Etuku) est une localité du Cameroun située dans la Région du Sud-Ouest et le département de Manyu. Elle est rattachée administrativement à l'arrondissement de Upper Bayang (Tinto Council) et au canton de Bachuo Akagbe.

## Population
La localité comptait 414 habitants en 1953, puis 578 en 1967, des Banyang. À cette date elle disposait d'un marché, d'une coopérative (CPMS), d'une école catholique fondée en 1959.
Lors du recensement de 2005, on y a dénombré 656 personnes.